# Хамакар
Хамакар (нидерл. Hamacar; умер в 804/806, Утрехт) — епископ Утрехта (790/791—804/806).

## Биография
О Хамакаре известно очень немного, что связано, вероятно, с небольшой важностью Утрехтской епархии в это время. Основные сведения об этом епископе содержатся в более поздних исторических источниках.
Согласно сообщениям этих источников, Хамакар происходил из фризской или англосаксонской семьи. До своего назначения на кафедру Утрехта он был каноником кафедрального собора епархии. С согласия короля Франкского государства Карла Великого Хамакар стал преемником на утрехтской кафедре умершего около 790 года епископа Теодарда. Предполагается, что это могло произойти или в этом, или в 791 году. Средневековые хроники описывают Хамакара как благочестивого и добродетельного человека, а также как страстного проповедника, но не сообщают о его делах на посту епископа никаких подробностей, кроме того, что он первым из глав Утрехтской епархии стал владельцем селения Влётен.
Ко времени понтификата Хамакара относится окончательное подчинение фризов Франкскому государству в результате Саксонских войн и разорение в 810 году правителем Ютландии Гудфредом входившей в территорию Утрехтского епископства Фризии.
Дата смерти Хамакара точно неизвестна: некоторые приурочивают это событие к 28 сентября 804 года, другие — к 28 августа или 27 ноября 806 года. Сообщается, что он был похоронен в церкви Синт-Сальватор в Утрехте. Его преемником стал епископ Рикфрид.